# Loretta Lynn
Pour les articles homonymes, voir Lynn.
Loretta Lynn est une autrice-compositrice-interprète américaine de musique country née Loretta Webb le 14 avril 1932 à Butcher Hollow près de Paintsville (Kentucky) et morte le 4 octobre 2022 à Hurricane Mills (Tennessee).
Elle est notamment connue pour ses titres You Ain't Woman Enough (To Take My Man), Don't Come Home A-Drinkin (With Lovin' on Your Mind), One's on the Way, Fist City et Coal Miner's Daughter, qui est également le titre original du biopic qui lui est consacré en 1980, Nashville Lady.
Elle est membre du Grand Ole Opry.

## Biographie

### Jeunesse
Née Loretta Webb, elle est la fille de Melvin Webb, dit Ted (1906-1959) et de Clara Marie (Ramey) Webb (1912-1981). Son prénom fut choisi en l'honneur de l'actrice Loretta Young, elle est la seconde des huit enfants du couple ; plusieurs de ses frères et sœurs ont également embrassé une carrière musicale dans la Country, Willie Lee Webb, Peggy Sue Wright et sa plus jeune sœur, Crystal Gayle.
Elle maintient un certain mystère sur sa date de naissance, indiquant parfois être née en 1935 jusqu'à ce que les actes de naissance refassent surface en 2012, indiquant qu'elle est bien née en 1932.
Lynn a grandi à Butcher Hollow dans le Kentucky. Le père de Loretta meurt à l'âge de 52 ans d'une maladie pulmonaire dite maladie du mineur, quelques années après avoir déménagé à Wabash, Indiana, avec sa femme et ses jeunes enfants.

### Mariage
Le 10 janvier 1948, Loretta Webb, 15 ans, épouse Oliver Vanetta Lynn, dit Doolittle (27 août 1926 - 22 août 1996), mieux connu sous le nom de Doolittle, Doo ou Mooney . Ils s'étaient rencontrés seulement un mois plus tôt.
Les Lynn quittent alors le Kentucky et déménagent dans la communauté forestière de Custer, Washington, Loretta est enceinte de sept mois du premier de leurs six enfants.
Les bonheurs et les chagrins de ses premières années de mariage contribueront à inspirer l'écriture de nombreuses chansons de Loretta.
En 1953, Doolittle lui offre une guitare à 17 dollars de la marque Harmony. Pendant trois ans elle apprend à jouer de l'instrument par elle-même et travaille pour améliorer son jeu de guitare. Avec les encouragements de son mari, elle crée son propre groupe, Loretta and the Trailblazers, avec son frère Jay Lee à la guitare. Elle se produit régulièrement dans des bars à Blaine ou Custer, avec le groupe des Pen Brothers et les Westerneers.

### Premiers succès country
Elle enregistre son premier disque, I'm a Honky Tonk Girl, en février 1960. Elle devient alors une figure importante de la scène country à Nashville.

### Consécration artistique

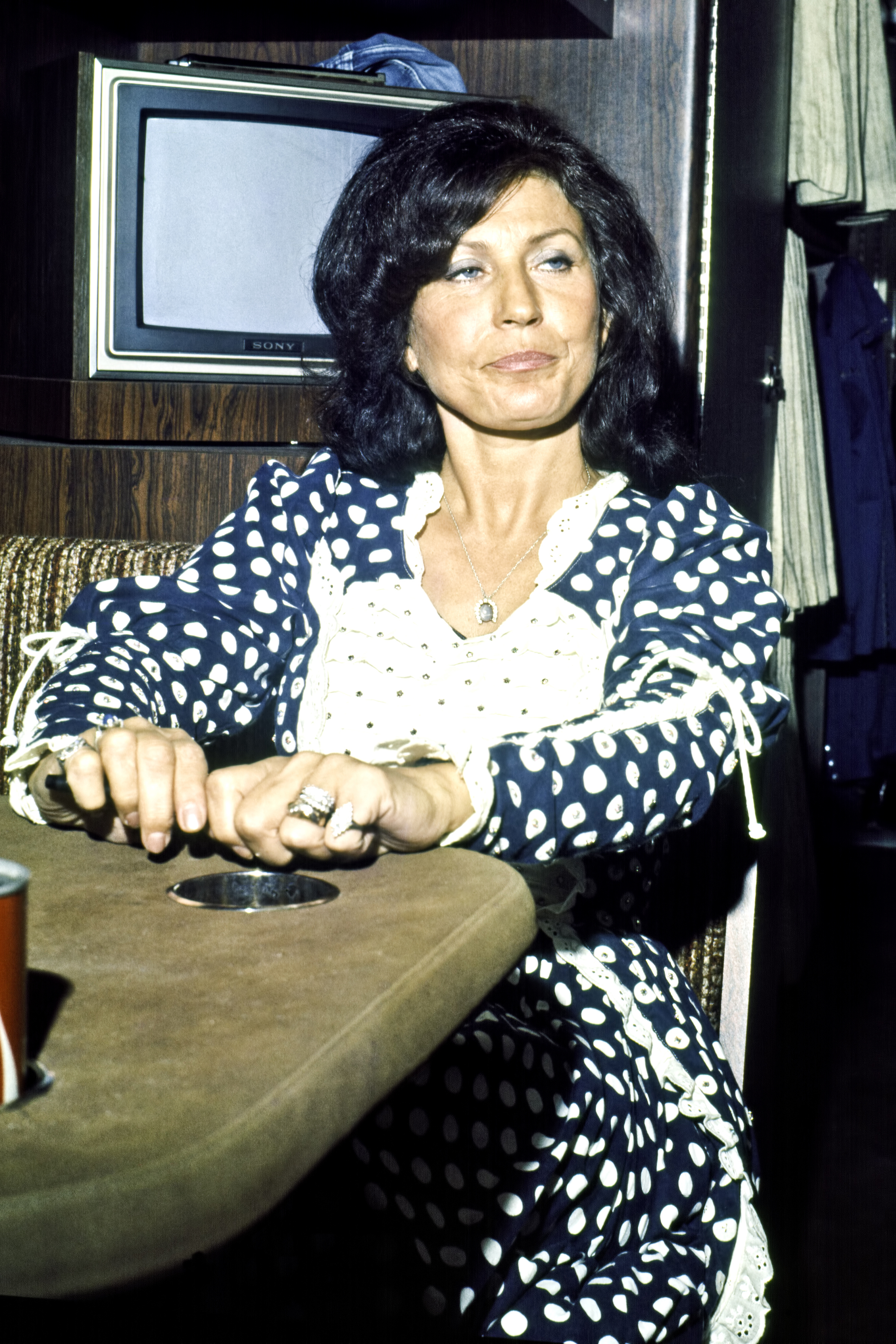
Loretta Lynn lors d'une tournée en 1975.

En 1967, son album Don't Come Home A-Drinkin' (With Lovin' on Your Mind) est no 1 des charts, il devient le premier album d'une artiste country féminine à atteindre 500 000 exemplaires vendus.
En 1971, Loretta Lynn a été la première artiste country féminine solo à se produire à la Maison-Blanche, à l'invitation du président Richard Nixon. Elle y est retournée pour se produire sous les administrations de Jimmy Carter, Ronald Reagan, George H. W. Bush et George W. Bush.

### 2004, retour sur scène
En 2004, elle sort son album Van Lear Rose, produit par Jack White.

### Mort
Loretta Lynn meurt le 4 octobre 2022 à l’âge de 90 ans.

### Famille
Loretta et Oliver Lynn ont eu six enfants :
- Betty Sue Lynn (26 novembre 1948 - 29 juillet 2013) ;
- Jack Benny Lynn, (7 décembre 1949 - 22 juillet 1984) ;
- Ernest Ray « Ernie » Lynn (né le 27 mai 1951) ;
- Clara Marie « Cissie » Lynn (née le 7 avril 1952) ;
- Peggy Jean et Patsy Eileen Lynn (jumelles, nées le 6 août 1964).

Son fils, Jack Benny Lynn, est décédé à 34 ans le 22 juillet 1984, alors qu'il tentait de traverser la rivière Duck au ranch familial de Hurricane Mills, Tennessee. En 2013, la fille aînée de Loretta, Betty Sue, est décédée à 64 ans d'un emphysème pulmonaire.

## Hommages
Loretta Lynn est la chanteuse la plus primée de la musique country,. Elle a gagné au cours de sa carrière trois Grammy Awards, sept American Music Awards, huit Broadcast Music Incorporated awards et treize Academy of Country Music.
Elle a été introduite dans le Country Music Hall of Fame.
Loretta Lynn a été décorée par le président Barack Obama de la médaille présidentielle de la Liberté, en 2013.

## Univers musical
L'œuvre de Loretta Lynn se concentre sur les problèmes des femmes, sa musique est inspirée par les problèmes auxquels elle a été confrontée dans son mariage. Si ses chansons sur les maris coureurs de jupons et sur leurs maîtresses sont inspirées de thèmes classiques de la chanson country, elle a repoussé les limites de la country, genre traditionnellement conservateur, en chantant sur le contrôle des naissances (« The Pill »), les accouchements répétés (« One's on the Way »), les doubles standards pour les hommes et les femmes (« Rated 'X' »), et les femmes veuves à la suite de la guerre du Vietnam (« Dear Uncle Sam »). Ces chansons ont pu choquer au point que les stations de radio de musique country ont souvent refusé de les diffuser, mais Lynn est malgré tout devenue l'une des artistes légendaires de la musique country.

## Albums studio
- Loretta Lynn Sings (en) (1963)
- Before I'm Over You (en) (1964)
- Songs from My Heart... (en) (1965)
- Blue Kentucky Girl (en) (1965)
- Hymns (en) (1965)
- I Like 'Em Country (en) (1966)
- You Ain't Woman Enough (en) (1966)
- Country Christmas (1966)
- Don't Come Home a Drinkin' (With Lovin' on Your Mind) (1967)
- Singin' with Feelin' (en) (1967)
- Who Says God Is Dead! (en) (1968)
- Fist City (en) (1968)
- Your Squaw Is on the Warpath (en) (1969)
- Woman of the World/To Make a Man (en) (1969)
- Wings Upon Your Horns (en) (1970)
- Coal Miner's Daughter (en) (1970)
- I Wanna Be Free (en) (1971)
- You're Lookin' at Country (en) (1971)
- One's on the Way (en) (1972)
- God Bless America Again (en) (1972)
- Here I Am Again (en) (1972)
- Entertainer of the Year (en) (1973)
- Love Is the Foundation (en) (1973)
- They Don't Make 'Em Like My Daddy (en) (1974)
- Back to the Country (en) (1975)
- Home (en) (1975)
- When the Tingle Becomes a Chill (en) (1976)
- Somebody Somewhere (en) (1976)
- I Remember Patsy (en) (1977)
- Out of My Head and Back in My Bed (en) (1978)
- We've Come a Long Way, Baby (en) (1979)
- Loretta (en) (1980)
- Lookin' Good (en) (1980)
- I Lie (en) (1981)
- Making Love from Memory (en) (1982)
- Lyin', Cheatin', Woman Chasin', Honky Tonkin', Whiskey Drinkin' You (en) (1983)
- Just a Woman (en) (1985)
- Who Was That Stranger (en) (1988)
- Still Country (en) (2000)
- Van Lear Rose (en) (2004)
- Full Circle (en) (2016)
- Wouldn't It Be Great (en) (2018)

## Singles
| Année | Single                                                              | Singles Country US | Top 100 USA | Album                                            |
| ----- | ------------------------------------------------------------------- | ------------------ | ----------- | ------------------------------------------------ |
| 1960  | I'm a Honky Tonk Girl                                               | #14                | -           | Honky Tonk Girl: The Collection                  |
| 1962  | Success                                                             | #6                 | -           | Loretta Lynn Sings                               |
| 1963  | The Other Woman                                                     | #13                | -           | Loretta Lynn Sings                               |
| 1964  | Before I'm Over You                                                 | #4                 | -           | Before I'm Over You                              |
| 1964  | Mr. and Mrs. Used to Be (avec Ernest Tubb)                          | #11                | -           | Mr. and Mrs. Used to Be                          |
| 1965  | Blue Kentucky Girl                                                  | #7                 | -           | Blue Kentucky Girl                               |
| 1965  | Happy Birthday                                                      | #3                 | -           | Songs From My Heart                              |
| 1965  | Our Hearts Are Holding Hands (avec Ernest Tubb)                     | #24                | -           | Mr. and Mrs. Used to Be                          |
| 1965  | The Home You're Tearing Down                                        | #10                | -           | I Like 'Em Country                               |
| 1966  | Dear Uncle Sam                                                      | #4                 | -           | I Like 'Em Country                               |
| 1966  | You Ain't Woman Enough                                              | #2                 | -           | You Ain't Woman Enough                           |
| 1967  | A Man I Hardly Know                                                 | #72                | -           | You Ain't Woman Enough                           |
| 1967  | Don't Come Home A'Drinkin' (With Lovin On Your Mind)                | #1                 | -           | Don't Come Home a'Drinkin                        |
| 1967  | If You're Not Gone Too Long                                         | #7                 | -           | Singin' With Feelin'                             |
| 1967  | Sweet Thang (avec Ernest Tubb)                                      | #45                | -           | Singin' Again                                    |
| 1967  | What Kind of a Girl (Do You Think I Am)                             | #5                 | -           | Fist City                                        |
| 1968  | Fist City                                                           | #1                 | -           | Fist City                                        |
| 1968  | You've Just Stepped In (From Steppin' Out of Me)                    | #2                 | -           | Your Squaw Is On the Warpath                     |
| 1968  | Your Squaw Is On the Warpath                                        | #3                 | -           | Your Squaw Is On the Warpath                     |
| 1969  | To Make a Man (Feel Like a Man)                                     | #3                 | -           | Woman of the World/To Make a Man                 |
| 1969  | Woman of The World                                                  | #1                 | -           | Woman of the World/To Make a Man                 |
| 1969  | Who's Gonna Take the Garbage Out (with Ernest Tubb)                 | #18                | -           | We Put Our Heads Together                        |
| 1970  | Coal Miner's Daughter                                               | #1                 | #83         | Coal Miner's Daughter                            |
| 1970  | I Know How                                                          | #4                 | -           | Writes 'Em and Sings 'Em                         |
| 1970  | You Wanna Give Me a Lift                                            | #6                 | -           | Writes 'Em and Sings 'Em                         |
| 1970  | Wings Upon Your Horns                                               | #11                | -           | Wings Upon Your Horns                            |
| 1971  | After the Fire Is Gone (avec Conway Twitty)                         | #1                 | #56         | We Only Make Believe                             |
| 1971  | I Wanna Be Free                                                     | #3                 | #94         | I Wanna Be Free                                  |
| 1971  | You're Lookin' At Country                                           | #5                 | -           | You're Lookin' At Country                        |
| 1971  | Lead Me On (avec Conway Twitty)                                     | #1                 | -           | Lead Me On                                       |
| 1972  | One's On the Way                                                    | #1                 | -           | One's On the Way                                 |
| 1972  | Here I Am Again                                                     | #3                 | -           | Here I Am Again                                  |
| 1973  | Louisiana Woman, Mississippi Man (avec Conway Twitty)               | #1                 | -           | Louisiana Woman, Mississippi Man                 |
| 1973  | Rated X                                                             | #1                 | -           | Entertainer of the Year                          |
| 1973  | Love Is the Foundation                                              | #1                 | -           | Love Is the Foundation                           |
| 1974  | Hey Loretta                                                         | #3                 | -           | Love Is the Foundation                           |
| 1974  | As Soon As I Hang Up the Phone (avec Conway Twitty)                 | #1                 | -           | Country Partners                                 |
| 1974  | They Don't Make 'Em Like My Daddy                                   | #4                 | -           | They Don't Make 'Em Like My Daddy                |
| 1974  | Trouble In Paradise                                                 | #1                 | -           | They Don't Make 'Em Like My Daddy                |
| 1975  | The Pill                                                            | #5                 | #70         | Back to the Country                              |
| 1975  | Feelin's (avec Conway Twitty)                                       | #1                 | -           | Feelin's                                         |
| 1976  | When the Tingle Becomes a Chill                                     | #2                 | -           | When the Tingle Becomes a Chill                  |
| 1976  | The Letter (avec Conway Twitty)                                     | #3                 | -           | United Talent                                    |
| 1976  | Somebody Somewhere                                                  | #1                 | -           | Somebody, Somewhere                              |
| 1977  | She's Got You                                                       | #1                 | -           | I Remember Patsy                                 |
| 1977  | Why Can't He Be You                                                 | #7                 | -           | I Remember Patsy                                 |
| 1977  | I Can't Love You Enough (avec Conway Twitty)                        | #2                 | -           | Dynamic Duo                                      |
| 1978  | Out of My Head and Back In My Bed                                   | #1                 | -           | Out of My Head and Back In My Bed                |
| 1978  | Spring Fever                                                        | #12                | -           | Out of My Head and Back In My Bed                |
| 1978  | From Seven Till Ten (avec Conway Twitty)                            | #6                 | -           | Honky Tonk Heroes                                |
| 1978  | You're the Reason Our Kids Are Ugly (avec Conway Twitty)            | #6                 | -           | Honky Tonk Heroes                                |
| 1978  | We've Come a Long Way, Baby                                         | #10                | -           | We've Come a Long Way Baby                       |
| 1979  | I Can't Feel You Anymore                                            | #3                 | -           | We've Come a Long Way Baby                       |
| 1979  | I've Got a Picture of Us On My Mind                                 | #9                 | -           | Loretta                                          |
| 1980  | Naked In the Rain                                                   | #30                | -           | Loretta                                          |
| 1980  | Pregnant Again                                                      | #35                | -           | Loretta                                          |
| 1980  | You Know Just What I'd Do (avec Conway Twitty)                      | #9                 | -           | Diamond Duet                                     |
| 1980  | It's True Love (avec Conway Twitty)                                 | #5                 | -           | Diamond Duet                                     |
| 1981  | Somebody Led Me Away                                                | #20                | -           | Lookin' Good                                     |
| 1981  | I Still Believe In Waltzes (avec Conway Twitty)                     | #2                 | -           | Two's a Party                                    |
| 1981  | Lovin' What Your Lovin' Does to Me (avec Conway Twitty)             | #7                 | -           | Two's a Party                                    |
| 1982  | I Lie                                                               | #9                 | -           | I Lie                                            |
| 1982  | Making Love From Memory                                             | #19                | -           | Making Love From Memory                          |
| 1983  | Breakin' It                                                         | #39                | -           | Making Love From Memory                          |
| 1983  | There's All Kinds of Smoke (In the Barroom)                         | #39                | -           | Making Love From Memory                          |
| 1983  | Lyin', Cheatin', Woman Chasin', Honky Tonkin', Whiskey Drinkin' Too | #53                | -           | Lyin', Cheatin', Woman Chasin'                   |
| 1983  | Walking With My Memories                                            | #59                | -           | Lyin, Cheatin', Woman Chasin'                    |
| 1985  | Heart Don't Do This to Me                                           | #19                | -           | Just a Woman                                     |
| 1988  | Who Was That Stranger                                               | #57                | -           | Who Was That Stranger                            |
| 2000  | Country In My Genes                                                 | #72                | -           | Still Country                                    |
| 2010  | Coal Miner's Daughter avec Sheryl Crow et Miranda Lambert           | #55                | -           | Coal Miner's Daughter: A Tribute to Loretta Lynn |

## Télévision
L'episode 8 de la saison 3 du Muppet Show lui a été consacré. 
Loretta Lynn joue son propre rôle dans l'épisode no 18 de la deuxième saison de Shérif, fais-moi peur !, épisode nommé Loretta Lynn a disparu.
Loretta Lynn apparaît dans Ghost Adventures saison 4 épisode 27, épisode dans lequel l'équipe de Ghost Adventures vient enquêter sur des phénomènes paranormaux dans son ranch du Tennessee.